# Ludovico Einaudi
Ludovico Einaudi (pronunciación en italiano: /ludoˈviːko eiˈnaudi/ (escucharⓘ); Turín, 23 de noviembre de 1955) es un compositor y pianista italiano, oficial de la Orden al Mérito de la República Italiana desde 2005. Formado en el Conservatorio Verdi de Milán, inició su carrera como compositor clásico, incorporando posteriormente otros estilos y géneros como el pop, rock, folk y world. Representa uno de los éxitos de la música new age de los últimos años, no sólo por las ventas de discos, sino también por los conciertos realizados por todo el mundo.

## Biografía

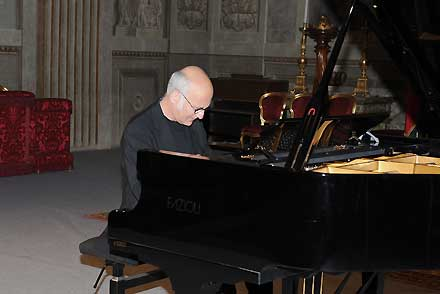
Ludovico Einaudi en el Palacio del Quirinal en 2008, con motivo de la exposición El legado de Luigi Einaudi: el nacimiento de la Italia republicana y la construcción de Europa.

Einaudi nació en Turín, Piamonte. Hijo del editor e intelectual italiano Giulio Einaudi y nieto de Luigi Einaudi, quien fue presidente de la República Italiana de 1948 a 1955. De niño su madre tocaba el piano con él. Después de trasladarse a Milán, en 1982 se diplomó en composición dentro del Conservatorio de Música Giuseppe Verdi, con Azio Corghi. Ese mismo año recibió una beca para el Festival de Tanglewood, en Estados Unidos, y continuó sus estudios con el compositor Luciano Berio. Tras pasar varios años componiendo en formas tradicionales, en 1986 comenzó la búsqueda de un lenguaje musical más libre y personal a través de una serie de trabajos para danza, multimedia y, más tarde, para piano.

## Música

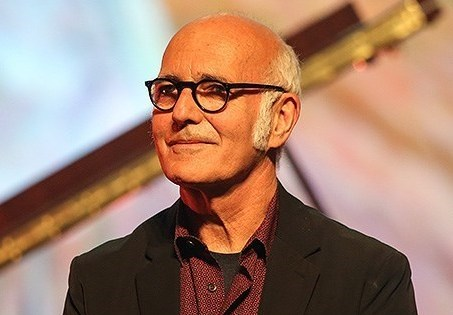
Ludovico Einaudi

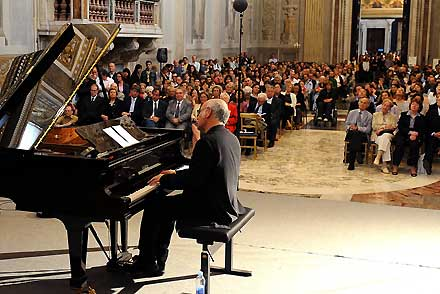
Ludovico Einaudi en el Palacio del Quirinal en 2008

Se trata de un músico curioso y abierto a experimentar, crea una mezcla entre sus sonidos vanguardistas y melodías ancestrales desde el jazz y el rock hasta la música contemporánea, aunque conserva todos los detalles e incluye elementos referentes a los avances de la electrónica, y experimenta también con culturas musicales provenientes de todo el mundo, así como el pop. Su música es ambiental, para meditar y a menudo introspectiva. Aunque no le gusta ser etiquetado como perteneciente a un estilo u otro, se le suele considerar minimalista, etiqueta con la que el propio Ludovico está de acuerdo: «En general, no me gustan las definiciones, pero 'minimalista' es un término que significa elegancia y sinceridad; por lo tanto, prefiero ser llamado 'minimalista' que cualquier otra cosa». Al igual que otros compositores minimalistas posmodernos como Michael Nyman, Arvo Pärt, Brian Eno o Michael Hoppé, Einaudi está influido por Erik Satie, quien puede considerarse como un precursor de este movimiento o estilo, del mismo modo que en pintura Edvard Munch lo fue para el expresionismo.
En el transcurso de su carrera, ha colaborado con artistas pertenecientes a diferentes corrientes musicales tales como: Ballakè Sissoko, Djivan Gasparijan, Mercan Dede, Robert y Ronald Lippok. Además, fue el único artista de música clásica que participó en la primera edición del iTunes Festival (en 2007) junto a otros artistas y bandas de rock reconocidos (Oasis, Placebo y Franz Ferdinand, entre otros). 
En 2009, fundó el grupo Whitetree con los alemanes Robert y Ronald Lippok, exmiembros de To Rococo Rot, con los que hizo un álbum llamado Cloudland.
Actuó en el Royal Albert Hall y en el Teatro Barbican (Londres), Estados Unidos (San Francisco, Washington y Nueva York), Francia (Olympia de París), Canadá (Montreal y Toronto), el Teatro de la Ópera de Kiev, la Orquesta Filarmónica de Berlín, la Filarmónica de San Petersburgo, Australia (Ópera de Sídney) o Asia (Hanói, Bangkok, Shanghái y Tokio). En su estancia en China, el Centro Nacional de Artes Escénicas de Beijing (NCPA) le encargó que realizase una composición dedicada a temas ambientales, que sería presentado por la orquesta en Beijing en junio de 2013.
El productor del programa radiofónico Hearts of Space, Stephen Hill, ha incluido en varios de sus programas recientes parte de la obra de Ludovico Einaudi. El mismo Hill lo ha catalogado un «minimalista contemplativo» y le ha dedicado un programa denominado Divenire, como el título de uno de sus álbumes. En este programa, se incluyen piezas musicales de sus álbumes Divenire, I Giorni, Le Onde, Stanze, Eden Roc y Sotto Falso Nome.
En 2011 dejó de ser un compositor para melómanos y minorías aficionadas al minimal y saltó a la popularidad mediática, por ser el compositor de la banda sonora original de la película francesa Intocable, de Olivier Nakache y Eric Toledano.
En 2016 participó en el vídeo de la campaña de Greenpeace Save the Arctic que se rodó en pleno Ártico.
Como parte de la campaña, Einaudi compuso Elegy for the Arctic, una pieza musical que une las voces de ocho millones de personas que han firmado para salvar el Ártico.
En 2020, su música fue utilizada en las películas Nomadland y The Father.

## Discografía y obra completa

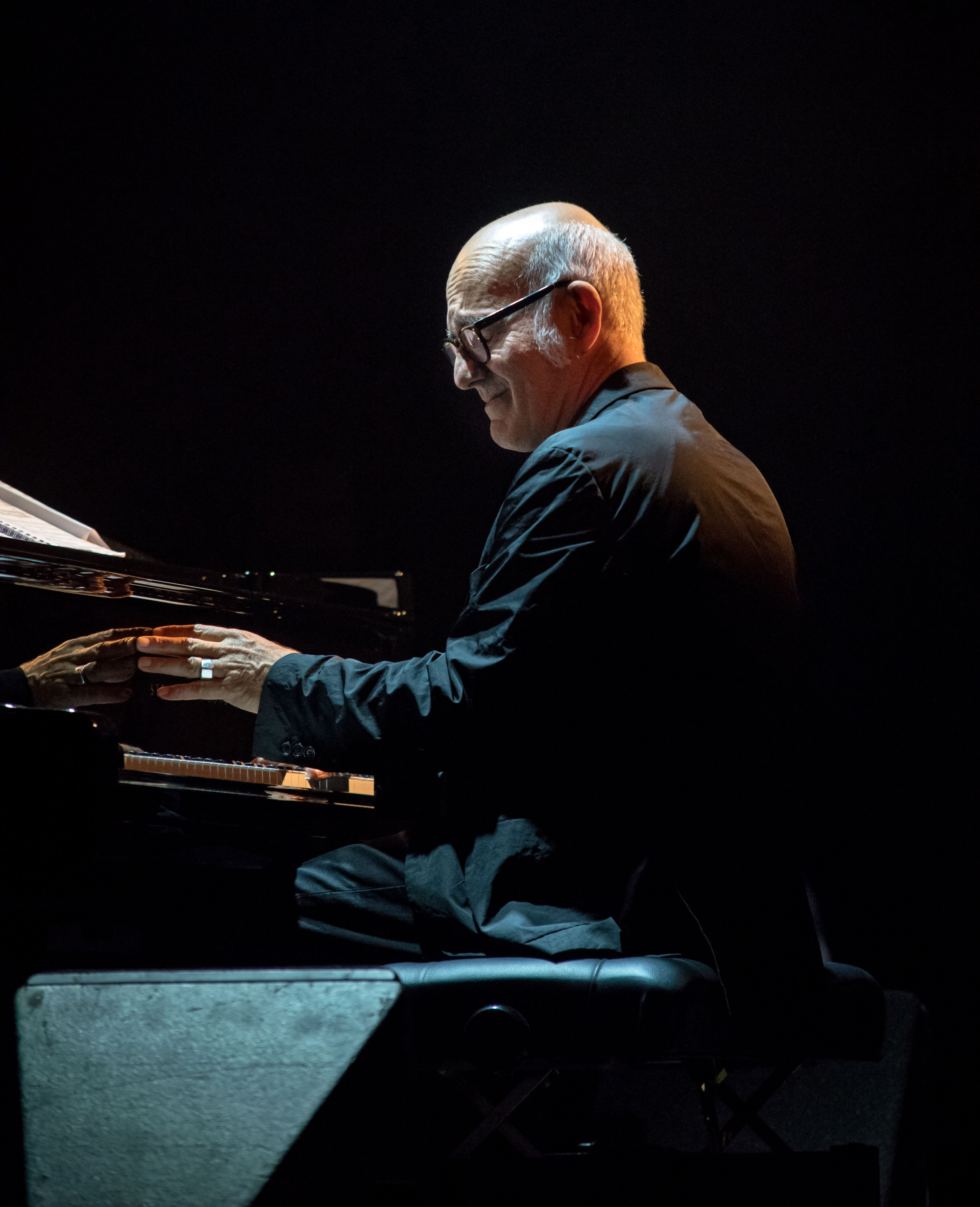
Zelt-Musik-Festival 2016 Friburgo, Alemania.

### Álbumes
- Time Out (1988)
- Salgari (1995)
- Le Onde (1996)
- Stanze (1997)
- Fuori dal mondo (1998)
- Eden Roc (1999)
- I giorni (2001)
- Dr. Zhivago (2002)
- La Scala Concert (2003)
- Diario Mali (2003)
- Una mattina (2004)
- Nuvole Bianche   (2004)
- Divenire (2006)
- NightBook (2009)
- La notte della Taranta (2010)
- Islands (2011)
- In a Time Lapse (2013)
- Project Taranta (2015)
- Elements (2015)
- Seven Days Walking (2019)
- 12 Songs From Home (2020)
- Einaudi Undiscovered (2020)
- Cinema (2021)
- Underwater (2022)
- The summer portraits (2025)

### Composiciones para cine y televisión
- Treno di panna (Cream Train) (1988)
- Da qualche parte in città (Somewhere in the City) (1994)
- Acquario (1996)
- Abril (1998)
- Fuera del mundo (1999)
- Giorni dispari (2000)
- La Vita altri (The Other's Life) (2000)
- Luigi Einaudi: Diario dall'esilio svizzero (2000)
- Un Delitto impossibile (An Impossible Crime) (2001)
- Luce dei miei occhi (Light of My Eyes) (2001)
- Alexandria (2001)
- Le Parole di mio padre (The Words of My Father) (2002)
- Doctor Zhivago (2002) (serie de TV)
- Sotto falso nome (Under a False Name) (2004)
- Mussolini, Churchill e cartoline (documental) (2004)
- Una Mattina (Intouchables) Film: Amigos Intocables (2004)
- This is England (2006)
- El principio del fin (2010)
- Intouchables (2011)
- Mommy (2014)
- Samba (2015)
- Experience (2015)
- The Father (2020)
- Nomadland (2021)

### Música de cámara
- Ai margini dell'aria (1982)
- Altissimo (1984)
- Crossing (1985)
- Ottetto (1985)
- Canone (1987)
- Duetti nn.1/5 (1988)
- Echi (1989)
- Corale (1989)
- At a slow walking pace (1989)
- Stanze (1992)
- Moto Perpetuo (1993)
- Quattro Passi (1993)
- Talea (1993)
- Metamorfosi (1993)
- The Apple Tree (1995)
- Canto para violonchelo (1996)
- Le Onde (1996)
- Zoom (1996)
- Arie (1998)
- Nessuno (1998)

### Orquesta
- Per vie d'acqua (1981)
- Rondo (1982)
- Altissimo (1984)
- Crossing (1985)
- Movimento (1986)
- Contatti (1988)
- Chatrang Overture (1995)
- Salgari suite from the ballet (1995)
- Selim (1997)
- Divenire (2002)

### Teatro y danza
- Sul Filo di Orfeo (1983)
- Time Out (1988)
- The Emperor (1991)
- Salgari (1993)
- Edgar Allan Poe (1997)

## Distinciones

### Premios
- Grulla de Oro, por la banda sonora de Acquario (1998).
- Echo Klassik, por la banda sonora de Fuori dal mondo (2002).
- Mejor banda sonora en los premios de la música italiana 2002, por Luce dei miei occhi (2002).
- Mejor banda sonora en el Festival de Aviñón 2004, por Sotto falso nome (2004).

### Condecoraciones
- Orden al Mérito de la República Italiana, 2005.[13][14]
- Orden de las Artes y las Letras, 2013.[15]